# 34462 Stoffregen
34462 Stoffregen este o planetă minoră (asteroid), cu un diametru de 1,872 km, din centura de asteroizi. A fost descoperită pe 23 septembrie 2000 la Experimental Test Site⁠(d) de Lincoln Near-Earth Asteroid Research. 
Obiectul prezintă o orbită caracterizată de o semiaxă mare de 2,2466805 UAi, o excentricitate de 0,09, o înclinație de 4,11347 ° în raport cu ecliptica.